# Eucoelium hospitiolum
Eucoelium hospitiolum är en sjöpungsart som först beskrevs av Savigny 1816.  Eucoelium hospitiolum ingår i släktet Eucoelium och familjen Polycitoridae. Inga underarter finns listade i Catalogue of Life.